# Crocidura foxi
Crocidura foxi  es una especie de musaraña (mamífero placentario de la familia de los sorícidos).

## Distribución geográfica
Se encuentra en Burkina Faso, el Chad, la Costa de Marfil, Ghana, Guinea, Malí, Nigeria, el Senegal, Sudán del Sur y, posiblemente también, Benín, la República Centroafricana, Gambia y Togo.

## Estado de conservación
En general, no tiene grandes amenazas, aun cuando algunas poblaciones pueden sufrir una grave pérdida de su hábitat.